# Hélène Tigroudja
Hélène Tigroudja (Lille, Francia, 19 de julio de 1975) es una jurista y experta en Derecho internacional de nacionalidad francesa. Desde 2019 es miembro del Comité de Derechos Humanos, órgano de Naciones Unidas encargado de supervisar el cumplimiento del Pacto Internacional de Derechos Civiles y Políticos.

## Biografía
Hélène Tigroudja nació en Lille y estudió filosofía en el Institut d’Etudes Politiques, graduándose en 1996. Posteriormente, en 1997 obtuvo un diploma de Estudios Avanzados en Derecho internacional y europeo y, en el año 2000, en Derecho público y Teoría constitucional del Estado, ambos en la Université Lille 2. 
Es académica de Derecho internacional en la Universidad de Aix-Marsella y codirectora del Programa de Maestría en Derecho Internacional de la misma casa de estudios. Asimismo, es experta en reparaciones ante la Corte Penal Internacional.